# Union für Demokratie und sozialen Fortschritt (Niger)
Die Union für Demokratie und sozialen Fortschritt (französisch: Union pour la Démocratie et le Progrès Social-Amana, Kürzel: UDPS-Amana) ist eine politische Partei in Niger.

## Ausrichtung
Die Union für Demokratie und sozialen Fortschritt ist eine Partei der politischen Mitte. Ihre Mitglieder sind größtenteils Tuareg. Die Partei setzt sich seit ihrer Gründung für die Dezentralisierung Nigers ein. Ihre Hausmacht besitzt sie in der Region Agadez, in der die Tuareg die Bevölkerungsmehrheit stellen. Der Beiname der Partei ist arabischer Herkunft (أمانة / Amāna) und bedeutet „Vertrauen“.

## Geschichte
Die Union für Demokratie und sozialen Fortschritt wurde am 8. Dezember 1990 gegründet. Ihr erster Vorsitzender war Akoli Daouel. Die Partei nahm an der Nationalkonferenz von 1991 teil, die den Wechsel des Landes zu einem demokratischen Mehrparteiensystem vorbereitete. Akoli Daouel verließ die UDPS-Amana 1992, um eine neue Partei unter seiner Leitung zu gründen, die Partei für nationale Einigung und Demokratie (PUND-Salama). Die Funktion des UDPS-Amana-Vorsitzenden übernahm bis 1996 Mohamed Abdoullahi, der sich später der Partei Nationale Bewegung der Entwicklungsgesellschaft (MNSD-Nassara) anschloss, für die er von 2004 bis 2007 als Minister für Bergbau in der Regierung saß.
Bei den Parlamentswahlen von 1993 gelang der UDPS-Amana der Einzug in die Nationalversammlung, wo sie einen von 83 Sitzen erhielt. Sie trat als ein Mitglied der Neun-Parteien-Koalition Allianz der Kräfte des Wandels an, die ein Ende der Alleinherrschaft der Partei MNSD-Nassara anstrebte, was ihr vorläufig auch gelang. Die Koalition verlor jedoch bald wichtige Mitgliedsparteien, sodass sich Staatspräsident Mahamane Ousmane von der Allianz-Partei Demokratische und soziale Versammlung (CDS-Rahama) einer parlamentarischen Mehrheit von Oppositionsparteien gegenübersah. Die Pattstellung wurde auch durch die Parlamentswahlen von 1995, bei denen die UDPS-Amana zwei von 83 Sitzen gewann, nicht aufgehoben: Die den Staatspräsidenten unterstützenden Parlamentsparteien, darunter weiterhin die UDPS-Amana, stellten 40 Abgeordnete und die Oppositionsparteien 43 Abgeordnete. Die lähmende politische Situation wurde 1996 durch einen Staatsstreich von Ibrahim Baré Maïnassara beendet, der sich bei den Präsidentschaftswahlen von 1996 zum Staatspräsidenten wählen ließ. Anders als die meisten bedeutenden Oppositionsparteien boykottierte die UDPS-Amana die Parlamentswahlen von 1996 nicht und gewann drei von 83 Mandaten. Seit dem Sturz Baré Maïnassaras und den Parlamentswahlen von 1999 verfehlte die UDPS-Amana bei allen Wahlen den Wiedereinzug in die Nationalversammlung.
2005 übernahm Rhissa Ag Boula, ein Gründungsmitglied der UDPS-Amana, den Parteivorsitz. Seine Verflechtung mit der paramilitärischen Rebellenorganisation Bewegung der Nigrer für Gerechtigkeit kostete ihn 2008 das Amt. Seitdem leitet Issouf Bako, vormals stellvertretender Parteivorsitzender, die UDPS-Amana. Als Staatspräsident Mamadou Tandja (MNSD-Nassara) 2009 eine in der Verfassung nicht vorgesehene dritte Amtszeit anstrebte, zu diesem Zweck das Parlament und den Verfassungsgerichtshof ausschaltete und sich seinen Machterhalt durch das Verfassungsreferendum von 2009 bestätigen ließ, gehörte die UDPS-Amana zu seinen Befürwortern. Auch nach dem Sturz Tandjas im Jahr 2010 unterstützte die Partei bei den Präsidentschaftswahlen von 2011 den MNSD-Nassara-Kandidaten Seini Oumarou, der jedoch Mahamadou Issoufou von der Nigrischen Partei für Demokratie und Sozialismus (PNDS-Tarayya) unterlag. 2011 schloss sich die UDPS-Amana mit 32 weiteren politischen Parteien und Gruppierungen in einer Allianz zusammen, die sich auf gemeinsame Grundsätze verständigte und zusagte, die Regierung Mahamadou Issoufous bei ihren Vorhaben zu unterstützen.